# Оливия (город, Миннесота)
Оливия (англ. Olivia) — город в округе Ренвилл, штат Миннесота, США. На площади 6 км² (6 км² — суша, водоёмов нет), согласно переписи 2002 года, проживают 2570 человек. Плотность населения составляет 425,7 чел./км².
- Телефонный код города — 320
- Почтовый индекс — 56277
- FIPS-код города — 27-48256[1]
- GNIS-идентификатор — 0648947[2]